# Milton Welsh

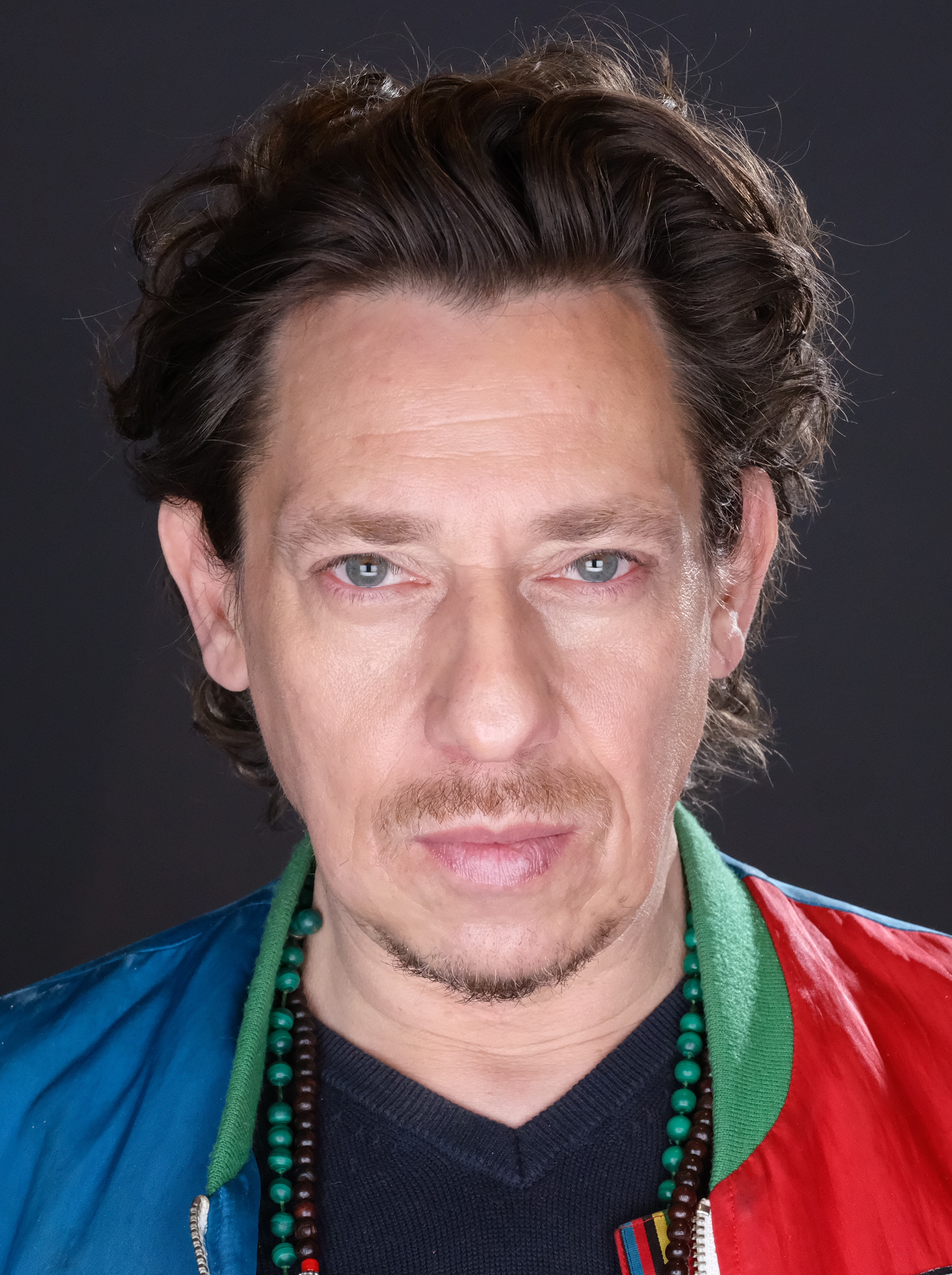
Milton Welsh (2021)

Milton Welsh (* 3. Februar 1969 in Kassel) ist ein Filmschauspieler, Theaterschauspieler und Synchronsprecher.

## Leben
Welsh absolvierte seine Schauspielausbildung von 1992 bis 1995 an der Schauspielschule „Der Kreis“ Berlin (Fritz-Kirchhoff-Schule) und ist Absolvent des The Actors Studio von Lee Strasberg in New York. Mit dem Stück Caveman, das von Esther Schweins inszeniert wurde, war er bundesweit auf Tournee. Seitdem war er zunächst in weiteren deutschen Kino- und Fernsehproduktionen zu sehen, u. a. 2005 in Antikörper und 2011 in der Rolle des Plattenladenbesitzers Fusco an der Seite des Rappers Sido in der deutschen Hip-Hop-Komödie Blutzbrüdaz. Nach seinem Gastauftritt in Æon Flux folgten u. a. Rollen in Der Ghostwriter, eine Hauptrolle in Conan, dann 2014 in Grand Budapest Hotel und 2021 in Plan A. Derzeit (2024) lebt er in Berlin.

## Ausbildung
Milton Welsh besuchte von 1992 bis 1995 die Fritz-Kirchhoff-Schule DER KREIS in Berlin. Im Jahr 1993 nahm er an einem Method-Acting-Kurs bei Wolfgang Wermelskirch an der UdK Berlin teil. 1997 setzte er seine Ausbildung am Lee Strasberg Theatre Institute in New York fort. Im Jahr 2000 absolvierte er den Mark Travis Director Workshop in Köln. Zudem nahm er 2001 an einem Filmworkshop bei Vadim Glowna an der Kunstakademie Düsseldorf teil.

## Filmografie (Auswahl)
- 1992: Schnee im August
- 1998: Clonely Hearts – Die Soup in der Soup
- 1998: Gangster
- 1998: Klub 2000
- 2000: Tangled (Kurzfilm)
- 2001: Mal angenommen
- 2001: Zwei im Frack
- 2003: Planet B: Mask Under Mask
- 2003: Der Enkel des Paten
- 2004: The Fallen
- 2004: Not a Lovestory
- 2004: Sonntag im August
- 2004: Morgen im Leben
- 2005: Nitro
- 2005: Der Gast
- 2005: Antikörper
- 2005: Berlin Nights
- 2006: Æon Flux (Gastauftritt)
- 2006: Lauf der Dinge
- 2007: Crusade in Jeans
- 2008: Schade um das schöne Geld
- 2009: Unkalkulierbares Risiko
- 2009: Must Love Death
- 2009: Nachtschicht – Blutige Stadt
- 2010: Bis aufs Blut – Brüder auf Bewährung
- 2010: Marsgesichter
- 2010: Anna und die Liebe
- 2010: Der Ghostwriter (The Ghost Writer)
- 2011: Conan (Conan the Barbarian)
- 2011: Blutzbrüdaz
- 2012: Auf den zweiten Blick
- 2012: Johnny und die Leichtigkeit
- 2013: Unter Feinden
- 2014: Grand Budapest Hotel
- 2014: Wir machen durch bis morgen früh
- 2014: Heldt (Fernsehserie)
- 2014: Let’s go!
- 2015: The Team (Fernsehserie)
- 2015: German Angst
- 2015: Tatort: Frohe Ostern, Falke
- 2015: SOKO Leipzig, Episode „Online-Girl“
- 2016: Neben der Spur – Amnesie (Fernsehfilm)
- 2016: Unsere Zeit ist jetzt
- 2016: Bittersüß
- 2017: Rakete Perelman
- 2017: Kommissar Marthaler – Die Sterntaler-Verschwörung
- 2017: Beutolomäus und der wahre Weihnachtsmann (Fernsehserie)
- 2018: 13 Uhr mittags
- 2018: Skin Creepers
- 2018: Reich oder tot
- 2019: Einstein (Fernsehserie)
- 2019: Wilsberg – Schutzengel
- 2019: Blind ermittelt – Blutsbande
- 2020: Lassie – Eine abenteuerliche Reise
- 2020: SOKO Köln (Fernsehserie, Folge Superhelden)
- 2021: Almania
- 2021: Plan A
- 2021: In Wahrheit: In einem anderen Leben
- 2023: SOKO Hamburg (Fernsehserie, Folge Marktschreie)
- 2023: Der Alte (Fernsehserie, Folge Die Bedürftigen)
- 2023: SOKO Stuttgart (Fernsehserie, Folge Die Nachtwache)
- 2024: Nord bei Nordwest – Die letzte Fähre
- 2024: Bonhoeffer: Pastor. Spy. Assassin.
- 2025: WaPo Elbe (Fernsehserie, Folge Nur zehn Minuten)
- 2025: Tatort: Charlie

## Synchronrollen (Auswahl)

### Filme
- 2014: Adewale Akinnuoye-Agbaje als Atticus in Pompeii
- 2014: Ólafur Darri Ólafsson als Helikopterpilot in Das erstaunliche Leben des Walter Mitty
- 2014: Frank Welker als Galvatron in Transformers: Ära des Untergangs
- 2015: Common als James Bevel in Selma
- 2015: Ólafur Darri Ólafsson als Belial in The Last Witch Hunter
- 2016: Adewale Akinnuoye-Agbaje als Killer Croc in Suicide Squad
- 2016: Djimon Hounsou als Stammesführer Mbonga in Legend of Tarzan
- 2017: Clancy Brown als Surtur in Thor: Tag der Entscheidung
- 2017: Chris Sullivan als Taserface in Guardians of the Galaxy Vol. 2
- 2021: Benedict Wong als Tong in Raya und der letzte Drache
- 2021: Thomas Haden Church als Flint Marko/Sandman in Spider-Man: No Way Home

### Serien
- 2012: Cassius Willis als NCIS Special Agent Russell Wallace in Navy CIS
- 2014: David Aron Damane als Maurice Owens in Chicago P.D.
- 2015: Malcolm-Jamal Warner als Angus T. Jefferson in American Horror Story
- 2016: Steve Mayberry als Wärter in Chicago Fire
- 2017: Cassius Willis als Michael Knox in American Crime Story
- 2017: Wolé Parks als Cade in Vampire Diaries
- 2021: Chris Sullivan als Taserface in What If…?
- 2021, 2023: Clancy Brown als Surtur in What If…?
- seit 2021: Richard T. Jones als Sgt. Wade Grey in The Rookie
- seit 2022: Moses Goods als Wally Holman in Navy CIS: Hawaiʻi
- 2024–2025: Fred Tatasciore als Kapitän Brutus in Star Wars: Skeleton Crew

## Belege
1. ↑  Milton Welsh bei Crew United, abgerufen am 18. Februar 2022.

| Personendaten    | Personendaten                                                |
| ---------------- | ------------------------------------------------------------ |
| NAME             | Welsh, Milton                                                |
| ALTERNATIVNAMEN  | Welsch, Milton                                               |
| KURZBESCHREIBUNG | deutscher Theater- und Filmschauspieler und Synchronsprecher |
| GEBURTSDATUM     | 3. Februar 1969                                              |
| GEBURTSORT       | Kassel                                                       |